# جیمز میلیکان
جیمز میلیکان (انگلیسی: James Millican; ۱۷ فوریهٔ ۱۹۱۱ – ۲۴ نوامبر ۱۹۵۵) بازیگر اهل ایالات متحده آمریکا بود.
از فیلم‌ها یا برنامه‌های تلویزیونی که وی در آن نقش داشته‌است می‌توان به نیمروز، آقای دیدز به شهر می‌رود، آقای اسمیت به واشینگتن می‌رود، دختر نوبت جمعه اش، مردی از لارامی، تفنگدار، کوکب آبی، داستان دکتر واسل، سادهلوح در آکسفورد، نیروی هوایی، وینچستر ۷۳، آقای ۸۸۰، فقط فرشتگان بال دارند، ملاقات با جان دو، جزیره بیداری، مرکز هوایی استراتژیک، مردی به نام جو، راهروی شیطان، کارسونسیتی، تفنگ بدست، هنگ جنایتکاران، و سپیده دم در سوکورو اشاره کرد.

## درگذشت
میلیکان در 24 نوامبر 1955 پس از یک بیماری مختصر درگذشت و در پارک یادبود Forest Lawn (گلندیل)، کالیفرنیا به خاک سپرده شد.